# Castello di Loch Leven

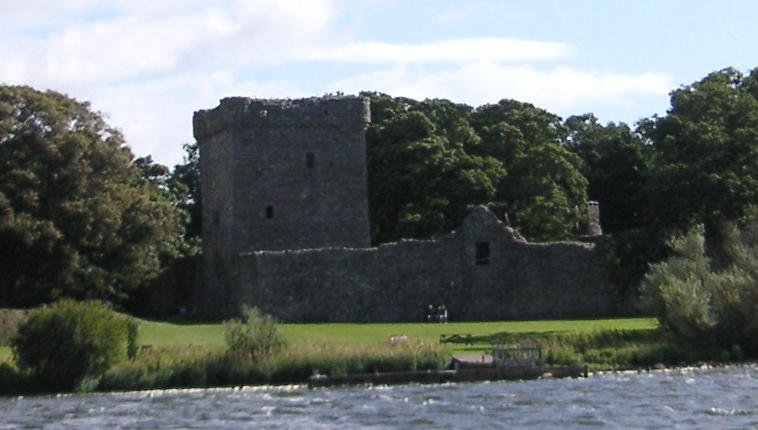
Il castello visto dal Loch Leven.

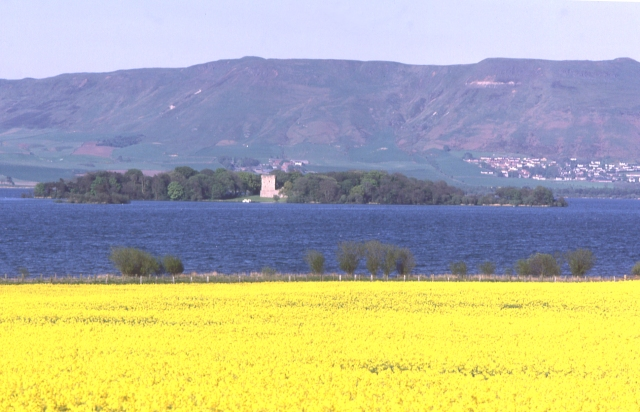
L'isola sulla quale ha sede il castello.

Il castello di Loch Leven è un castello costruito nel XIII secolo su un'isola del lago Loch Leven nella regione di Perth e Kinross in Scozia.

## Storia
Il castello fu costruito nel XIII secolo dagli invasori inglesi su di un'isola, la seconda per grandezza del lago, probabilmente per la posizione strategica fra le città di Edimburgo, Perth e Stirling. Le mura attualmente rimaste incorporano parte del vecchio castello. Il castello venne preso dagli scozzesi già alla fine del XIII secolo dall'esercito di William Wallace. 
Gli inglesi assediarono il castello nel 1301. Il castello venne poi liberato da John Comyn. Il re Robert Bruce fu qui nel 1313 e di nuovo nel 1323. Alla morte di Bruce venne assediato ancora una volta nel 1335, questa volta dalle truppe inglesi in appoggio al pretendente Edoardo Balliol (d. 1364) e venne difeso con successo da Alan Cipont.
Il castello venne fortificato, alla metà del XIV secolo, da Roberto I o da suo figlio Davide II. Il castello venne concesso, nel 1372 a William Douglas, I conte di Douglas da re Roberto II. Nel 1675 fu comprato dai Douglas da Sir William Bruce, I baronetto di Balcaskie, architetto reale di Scozia che vi costruì Kinross House, uno dei primi edifici palladiani costruiti in Scozia. Da allora il castello non venne più abitato ma fu protetto dalle ingiurie del tempo da Bruce che lo destinò a essere come una gemma nel pittoresco giardino che fece realizzare intorno alla sua residenza.
In passato il castello fu usato diverse volte come prigione. Il prigioniero più famoso che qui venne segregato fu la regina Maria Stuarda che venne imprigionata nell'estate del 1567 dal fratellastro Moray e dai Lord scozzesi, perché accusata di aver ucciso il legittimo marito, ossia il re, con la complicità dell'amante Bothwell. Ella riuscì a fuggire il 2 maggio 1568 ma solamente dopo avere abortito i suoi due gemelli e aver abdicato in favore del figlio. Fra gli altri prigionieri importanti si ricorda Robert Stewart, il futuro Roberto II, Archibald Douglas e Patrick Graham arcivescovo di Saint Andrews.